# Le Petit Grille-pain courageux
Série
Le Petit Grille-pain courageux : À la rescousse
(1997)
Pour plus de détails, voir Fiche technique et Distribution.
Le Petit Grille-pain courageux (The Brave Little Toaster) est un film d'animation sorti en 1987 produit par les studios Hyperion Pictures et Kushner-Locke Company, distribué par Walt Disney Home Video.
C'est le premier film inspiré de la nouvelle Le Vaillant Petit Grille-pain de Thomas M. Disch. Il est suivi du Petit Grille-pain courageux : À la rescousse (The Brave Little Toaster to the Rescue) et du Petit Grille-pain courageux : Objectif Mars (The Brave Little Toaster Goes to Mars).

## Synopsis
Une couverture chauffante, un grille-pain, un aspirateur, une lampe de bureau et un radio-réveil sont très attachés à leur maître. Malheureusement, cela fait longtemps qu'ils ne l'ont plus vu et commencent à se sentir abandonnés. Ils finissent par se rendre compte que la maison dans laquelle ils vivent a été mise en vente. Ils décident finalement de partir à la recherche de leur maître et doivent de ce fait faire face à différentes situations dangereuses.

## Fiche technique
- Titre : Le Petit Grille-pain courageux
- Titre original : The Brave Little Toaster
- Réalisation : Jerry Rees
- Scénario : Jerry Rees, Joe Ranft et Brian McEntee
- Direction artistique : Brian McEntee
- Conception des personnages : Kevin Lima, Chris Buck, Michael Giaimo, Dan Haskett, Skip Jones, Rob Minkoff et John Norton
- Animation :
  - Supervision de l'animation : Randy Cartwright, Joe Ranft et Rebecca Rees
  - Animateurs : Kevin Lima, Steve Moore, Ann Telnaes, Chris Wahl et Tayna Wilson
- Consultant des effets spéciaux : Mark Dindal
- Montage : Donald W. Ernst
- Musique : David Newman
- Chansons : Van Dyke Parks
- Producteurs : Donald Kushner et Thomas L. Wilhite
- Producteurs exécutifs : Willard Caroll et Peter Locke
- Producteur associé : James Wang
- Société de production : Hyperion Pictures, The Kushner-Locke Company
- Société de distribution : Hyperion Pictures (USA), TF1 Vidéo (France)
- Format : Couleurs (Deluxe) - Dolby Stéréo
- Durée : 90 minutes
- Sortie :  États-Unis 10 juillet 1987
- Sortie : France 20 avril 1988

## Distribution

### Voix originales
- Jon Lovitz : La radio-réveil
- Timothy Stack : Lampy et Zeke
- Timothy E. Day : Blanky (La couverture) et Rob jeune
- Thurl Ravenscroft : Kirby (Aspi)
- Deanna Oliver : Le grille-pain
- Phil Hartman : Le climatiseur et la lampe de chevet
- Joe Ranft : Elmo St. Peters
- Jonathan Benair : La télévision

### Voix françaises
- Jackie Berger : Le grille-pain
- Évelyne Grandjean : La couverture (Blanky) / La mère de Rob / Le deuxième visage de la machine à coudre
- Francis Lax : Lampy
- Jacques Ferrière : La radio-réveil
- Raoul Delfosse : Aspi (Kirby)
- Henry Djanik : le climatiseur
- Jean-Pierre Leroux : la télévision

## Autour du film
Malgré la production externe à Disney par Hyperion Pictures, un studio au nom proche d'autres filiales de Disney (Hyperion Books), ce film n'est pas un film d'animation produit par Disney. Il a toutefois été diffusé aux États-Unis sur Disney Channel dès 1988, distribué par Disney et associé aux collections Disney dès 1991.